# 조 월시
조지프 피들러 "조" 월시(영어: Joseph Fidler "Joe" Walsh, 1947년 11월 20일 ~ )는 미국의 싱어송라이터로, 이글스의 일원이다. 2012년에 버클리 음악 대학에서 명예 박사 학위를 수여받았다.